# Distrito de Huayrapata
El distrito de Huayrapata es uno de los 4 distritos que conforman la provincia de Moho, ubicada en el departamento de Puno en el sudeste del Perú.
Desde el punto de vista organizativo de la Iglesia católica forma parte de la Prelatura de Juli en la arquidiócesis de Arequipa.

## Historia
Fue creado por Ley N.º 25360 del 12 de diciembre de 1991, durante el gobierno del presidente Alberto Fujimori.

## Geografía
Situado en el extremo nordeste de la provincia de Moho, y alejado del Lago Titicaca en unos 20 km. Linda al nornoroeste con los distritos de Cojata y de  Rosaspata del sector sureste de la provincia de Huancané; al sur y al oeste con el Distrito de Moho y al este con la vecina república de Bolivia.

## Demografía
La población estimada en el año 2000 era de 5010 habitantes, lo que evidencia una gran discrepancia con el censo de 2018, que muestra que en todo el distrito había para ese año, 2613 habitantes (también es posible que la emigración hubiera afectado estos números).  El distrito tiene 40 "Centros Poblados" [*CPs. El n.º de pobladores por CP entre corchetes: censo del 2018].
Estos son: Huayrapata [740], Hachapampa (también llamado Jachaorca [49]), Altos Huayrapata [42], Salta Manta [36], Lipichikarka [38], Kollpatira [23], Quinsa Lakaya [70], Totorani [60], Tacurani [20], Centro Lipichikarka [-], Chico Huayrapata [34], Anta Alta [35], Kajaata [48], Sullka Cercado [214], San Antonio [11], Wilakarka [18], Vilinacuyo [24], Mulluchini [130], Condorri [29], Chillhuacuyo [36], Choquepaylla [50], Jalliri [63], Huallatiri [127], Collorani [183], Chico Huaranca [29], Huaranka Grande [145], Collpaparque [5], Viscachane [6], Mecani [121], Lavaña [-], Cotacunca [2], Sector 1 [58], Sector 2 [63], Sector 3 [31], Huaycuyo [7], Jachacarca [17], Afahuyo [-], Huaylla Cunca [33], Achocallane [12], Ancoparqui [4] y Seira [300]

## Autoridades

### Municipales
- 2019 - 2022[4]
  - Alcalde: Javier Poma Quiroz, del Frente Amplio para el Desarrollo del Pueblo.
  - Regidores:

  1. Eliseo Andrade Gómez (Frente Amplio para el Desarrollo del Pueblo)
  2. Faustino Chambi Mamani (Frente Amplio para el Desarrollo del Pueblo)
  3. Raúl Condori Gómez (Frente Amplio para el Desarrollo del Pueblo)
  4. Leandra Chura Janco (Frente Amplio para el Desarrollo del Pueblo)
  5. Javier Quiroz Pari (Movimiento de Integración por el Desarrollo Regional (Mi Casita))